# Светът на Барни
„Светът на Барни“ (на английски: Barney's World) е американски компютърно-анимиран сериал за деца в предучилищна възраст, и е първият анимационен сериал от поредицата „Барни“. Премиерата на сериала ще се излъчва на 14 октомври 2024 г. по стрийминг платформата „Макс“, „СтакТВ“ и „ТрийхаусТВ“ в Канада, а на 18 октомври ще се излъчва по „Картун Нетуърк“ чрез блока „Картунито“. Главният герои се озвучава от Джонатан Лангдън.

## Актьорски състав
- Джонатан Лангдън – Барни[5]
- Джайд Дероше – Дейвид[5]
- Брин Макколи – Бебе Боп[5]
- Джонатан Тан – Били[5]
- Диана Цой – Мел[5]
- Ела Пациоко – Виви[5]
- Алехандро Ампудия – Луис[5]

## В България
В България сериалът се излъчва по локалната версия на канала „Картунито“ на същата дата с разписание всеки ден от 16:00 ч. с повторения на следващия ден от 8:30 ч. и 12:25 ч.

### Нахсинхронен дублаж
| Роля            | Изпълнител          |
| --------------- | ------------------- |
| Барни           | Константин Икономов |
| Дейвид          | Мими Йорданова      |
| Бебе Боп        | Татяна Етимова      |
| Били            | Ивелин Николов      |
| Мел             | Христина Стоянова   |
| Виви            | Дебора Георгиева    |
| Бабата на Виви  | Десислава Знаменова |
| Майката на Били | Михаела Тюлева      |

| Обработка            | студио „Про Филмс“                           |
| -------------------- | -------------------------------------------- |
| Режисьори на дублажа | Николай Петров (от първи до трети епизод)    |
| Режисьори на дублажа | Девора Иванова-Андонова (от четвърти епизод) |
| Тонрежисьори         | Владимир Бочев Николай Марков                |
| Преводач             | Цветелина Атанасова                          |